# Kaplica bł. Edmunda Bojanowskiego w Dębicy
Kaplica bł. Edmunda Bojanowskiego – kaplica przy Domu Macierzystym Sióstr Służebniczek w Dębicy. Została wybudowana w 1882 r., w latach 1886-1932 odgrywała rolę kościoła klasztornego. W 1954 r. klasztor przejęły władze komunistyczne z przeznaczeniem na szpital miejski, a od 1975 r. mieścił się w nim oddział chorób układu nerwowego. Po odzyskaniu klasztoru w 1994 r., zgromadzenie rozpoczęło długi remont zrujnowanych budynków. Odrestaurowaną kaplicę oddano do użytku dopiero w 2011 r. Przywrócono pierwotną polichromię, a w ołtarzu umieszczono obraz bł. Edmunda Bojanowskiego oraz jego relikwie.

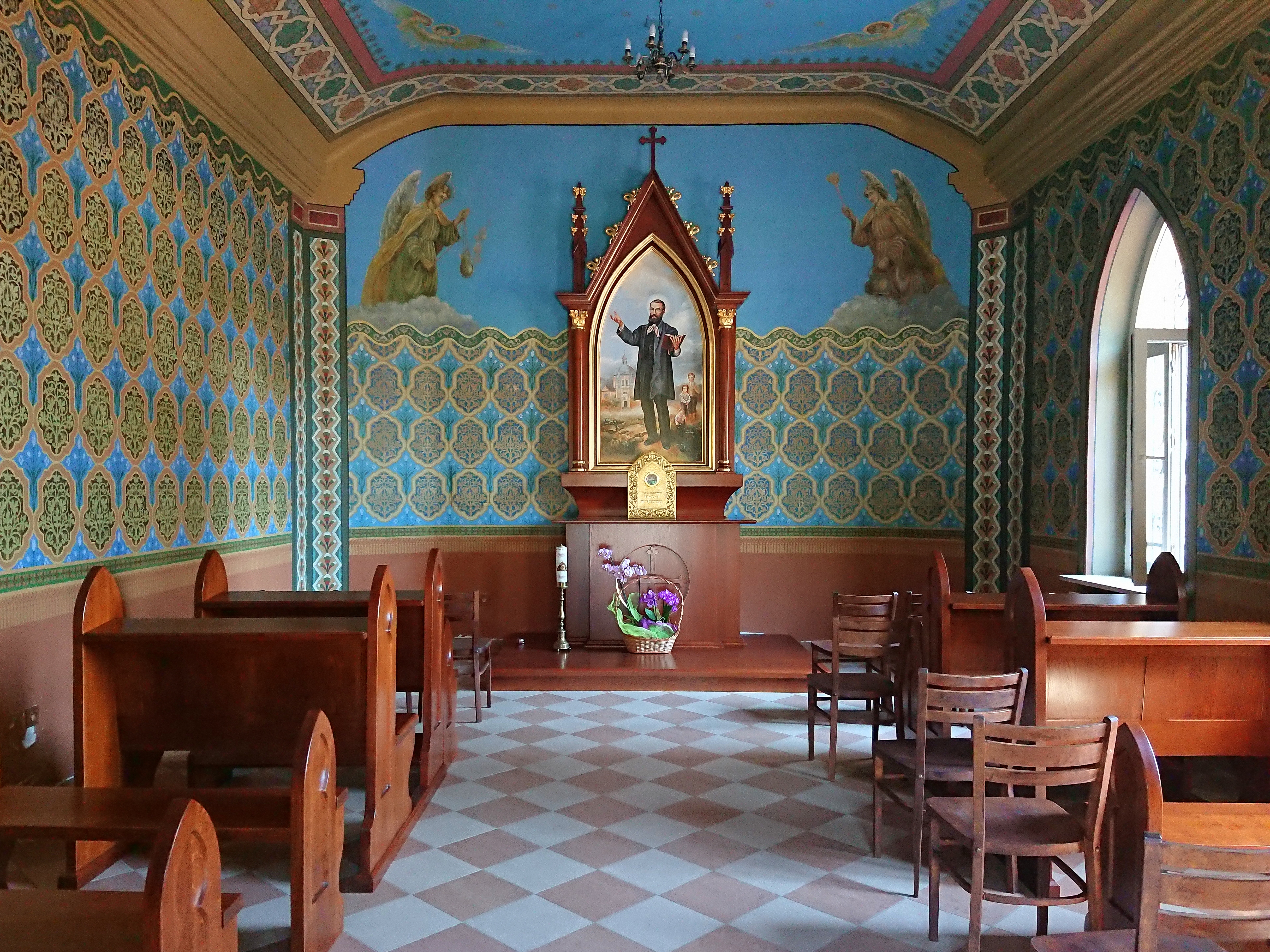
Wnętrze kaplicy